# 肠神经系统
肠神经系统（Enteric Nervous System，ENS），是消化管、胰腺胆道系统的周围神经丛的集合。ENS属于外周神经系统，从交感和副交感神经中接受神经冲动，独立于中枢神经系统 (CNS) 的输入来协调胃肠道功能。ENS中神经元的数目众多。有观点认为ENS中的神经元的数量多于脊髓中的神经元的数量，其神经化学物质的复杂程度亦接近中枢神经系统。

## 组成
该神经系统在人体躯干下部，以薄层的形式分布于消化肌之间，调节消化。该神经系统通过迷走神经和脑相沟通。该神经系统的神经递质为血清素和多巴胺。
肠神经系统的主要组成部分为两个位于肠壁的神经丛：
- 肠肌丛，位于肌层的内的环行肌和纵行肌之间，主要调节肠道的运动[1]
- 粘膜下丛（又称麦斯纳氏丛），位于黏膜下层，主要调节离子和液体的转运[1]

两层神经丛大部分受到来自迷走神经的副交感节前纤维的支配，在结肠和直肠远端受骶神经的支配。
除此之外还有一些小神经丛位于漿膜下，环状肌之间和粘膜中。

## 功能
肠神经系统主要功能是调节胃肠道的消化：
- 肠能动性
- 和分泌和吸收相关的离子转运
- 胃肠道的血供

## 有关疾病
ENS 功能障碍通常与消化系统疾病有关。